# Jérémy Gavanon
Jeremy Gavanon (ur. 20 września 1983 w Marsylii) – były francuski piłkarz, bramkarz. W 2004 roku zadebiutował w europejskich pucharach w barwach klubu Olympique Marsylia, zmieniając w bramce ukaranego czerwoną kartką Fabiena Bartheza, w meczu finałowym rozgrywek o Puchar UEFA. 